# Incident d'Isshi

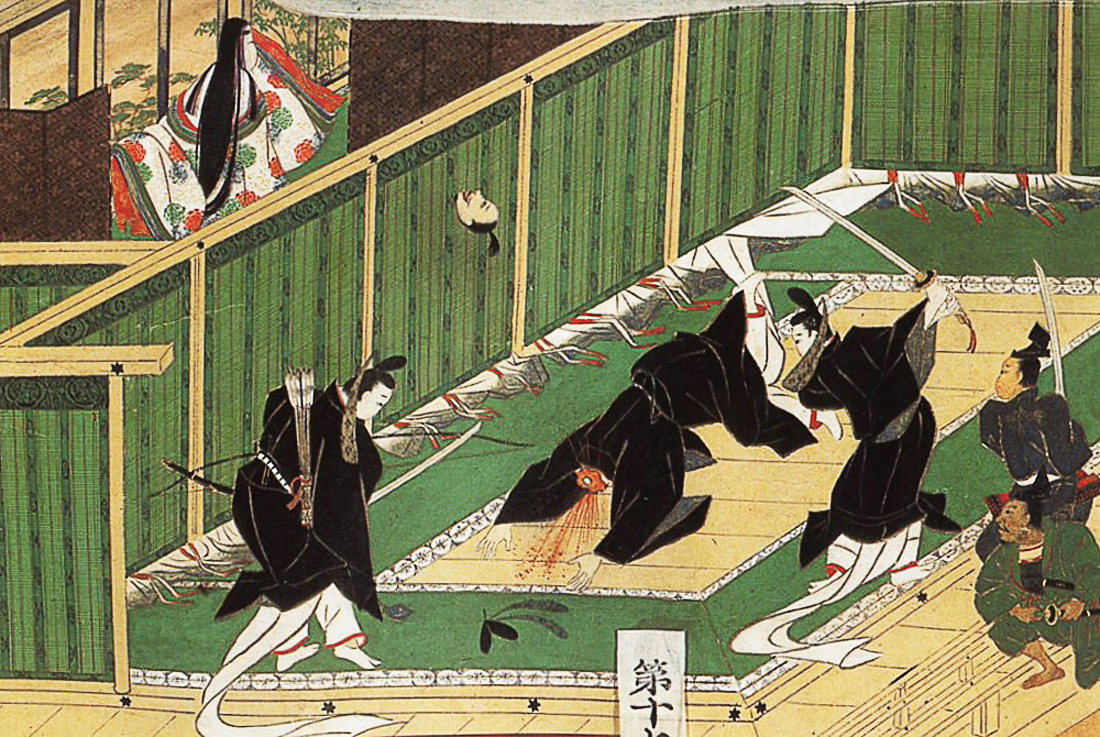
Représentation de l'assassinat de Soga no Iruka sur lemaki Tōnomine Engi, peint au cours de l'époque d'Edo (XVIIe siècle-XIXe siècle).

L'incident d'Isshi (乙巳の変, Isshi no Hen), appelé d'après le nom zodiacal de l'année 645 au cours de laquelle se produit la réforme de Taika, est  un important événement de l'histoire impériale japonaise.
L'incident consiste en la réussite d'un complot de Nakatomi no Kamatari, du prince Naka no Ōe et d'autres complices qui conspirent pour éliminer la branche principale du clan Soga et qui commencent avec l'assassinat de Soga no Iruka.
Cet assassinat a lieu le 10 juillet 645 (date japonaise traditionnelle : douzième jour du sixième mois de l'année 645) lors d'une cérémonie de cour pendant laquelle des mémorials des trois Royaumes de Corée sont lus à l'impératrice Kōgyoku par Ishikawa no Maro. Le prince Naka no Ōe a élaboré des préparatifs détaillés : les portes du palais sont fermées, plusieurs gardes sont corrompus, une lance est dissimulée dans le hall où la cérémonie doit avoir lieu et  quatre hommes armés reçoivent l'ordre d'attaquer Iruka. Cependant, quand il devient clair que les quatre hommes sont trop effrayés pour exécuter les ordres, Naka no Ōe se précipite lui-même sur Iruka et lui ouvre la tête et les épaules. Iruka n'est pas tué sur le coup mais proteste de son innocence et demande une enquête.
Le prince Naka no Ōe plaide sa cause devant l'impératrice Kōgyoku et quand elle se retire pour examiner la question, les quatre gardes se précipitent sur Iruka pour l'achever. Peu de temps après, Soga no Emishi, le père d'Iruka, se tue en mettant le feu à sa résidence. L'incendie détruit la copie manuscrite du Tennōki et bien d'autres trésors impériaux conservés par les Soga en vue de leur sauvegarde mais Fune no Fubitoesaka sort rapidement le Kokki des flammes. Il l'aurait plus tard présenté à Naka no Ōe mais il ne reste plus aucune copie connue de l’œuvre.
La scène s'est réellement déroulée en présence de Kōgyoku. L'impératrice réagit à ce choc en décidant de renoncer au trône. La société japonaise pendant la période Asuka est sensible aux questions de « pollution », à la fois spirituelle et personnelle. Un décès — en particulier un meurtre violent matériellement proche de l'impératrice — est considéré comme faisant partie des pires actes possibles de « pollution » : un événement si étonnant que cela justifierait des jours de réclusion dans un processus à l'issue incertaine afin de tenter de remédier à ce qui aurait été interprété comme une sorte de blasphème.
Bien que Kōgyoku désire abdiquer immédiatement en faveur de Naka no Ōe, Nakatomi no Kamatari fait valoir que le trône doit passer plutôt à son frère ainé, Furuhito no Ōe, ou à son oncle maternel (frère de Kōgyoku), le prince Karu. Furuhito no Ōe résout la question en déclarant son intention de renoncer à toute prétention au trône en prenant la tonsure d'un moine bouddhiste. Ce même jour, selon la tradition le 12 juillet 645, Furuhito no Ōe se rase la tête au Hōkō-ji, en plein air entre le hon-dō et la pagode. À ce moment, Kōgyoku abdique en faveur de son frère qui peu après accède au trône en tant qu'empereur Kōtoku (645-654). Après la mort de Kōtoku, Kōgyoku monte une nouvelle fois sur le trône sous le nom de Saimei (655-661), avant que Naka no Ōe lui-même n'accède finalement au trône en tant qu'empereur Tenji (661-672).